# Ishigaki Noriyuki
Noriyuki Ishigaki (sinh ngày 30 tháng 1 năm 1997) là một cầu thủ bóng đá người Nhật Bản.

## Sự nghiệp câu lạc bộ
Noriyuki Ishigaki đã từng chơi cho SC Sagamihara.